# ألكساندر غينريخ
ألكساندر غينريخ (بالأوزبكية: Александр Рудольфович Гейнрих)، من مواليد 6 أكتوبر 1984، وهو لاعب كرة قدم أوزبكي، وهو يلعب في نادي توربيدو موسكو.
و هو عضو أساسي في منتخب أوزبكستان لكرة القدم، حيث لعب 23 مباراة وسجل 10 أهداف من مشاركته الأولى في عام 2002.

## الأندية التي لعب لها
- نادي باختاكور
- نادي سيسكا موسكو
- نادي باختاكور

## كأس آسيا

### كأس آسيا 2004
و قد سجل هدف في مرمى منتخب السعودية لكرة القدم، وقد سجل هدف في مرمى منتخب البحرين لكرة القدم.

### كأس آسيا 2007
و قد سجل هدف في مرمى منتخب الصين لكرة القدم.

## روابط خارجية
- ألكساندر غينريخ على موقع الاتحاد الدولي (مؤرشف)  (الإنجليزية)
- ألكساندر غينريخ على موقع دوري كوريا الجنوبية (الإنجليزية)
- ألكساندر غينريخ على موقع قاعدة بيانات كرة القدم.إي يو (الإنجليزية)
- ألكساندر غينريخ على موقع ناشيونال فوتبول تيمز (الإنجليزية)
- ألكساندر غينريخ على موقع Soccerway.com (الإنجليزية)
- ألكساندر غينريخ على موقع عالم كرة القدم.نت (الإنجليزية)
- ألكساندر غينريخ على موقع كووورة